# 新疆龙胆
新疆龙胆（学名：Gentiana karelinii）是龙胆科龙胆属的植物。分布在俄罗斯以及中国大陆的新疆等地，生长于海拔2,000米至3,100米的地区，一般生于路旁、山坡、山谷冲积平原以及高山草甸，目前尚未由人工引种栽培。